# Borstel-Hohenraden
Borstel-Hohenraden är en kommun och ort i Kreis Pinneberg i förbundslandet Schleswig-Holstein i Tyskland.
Kommunen ingår i kommunalförbundet Amt Pinnau tillsammans med ytterligare fyra kommuner.